# World RX de Sudáfrica 2018
El World RX de Sudáfrica 2018, oficialmente Gumtree World RX of South Africa, es una prueba de Rallycross en Sudáfrica válida para el Campeonato Mundial de Rallycross. Se celebró en el Circuito International de Killarney en Ciudad del Cabo, Sudáfrica.
Johan Kristoffersson consiguió su undécima victoria de la temporada a bordo de su Volkswagen Polo R, seguido de Mattias Ekström y Sébastien Loeb.
En RX2 el noruego Ben-Philip Gundersen consiguió su primera victoria de la temporada, seguido de su compatriota Sondre Evjen y el letón Vasily Gryazin. 

## Supercar

### Series
| Pos. | No. | Piloto               | Equipo                          | Auto              | Q1  | Q2  | Q3  | Q4  | Pts |
| ---- | --- | -------------------- | ------------------------------- | ----------------- | --- | --- | --- | --- | --- |
| 1    | 1   | Johan Kristoffersson | PSRX Volkswagen Sweden          | Volkswagen Polo R | 16º | 1º  | 1º  | 1º  | 16  |
| 2    | 9   | Sébastien Loeb       | Team Peugeot Total              | Peugeot 208       | 1º  | 6º  | 2º  | 2º  | 15  |
| 3    | 21  | Timmy Hansen         | Team Peugeot Total              | Peugeot 208       | 2º  | 4º  | 3º  | 4º  | 14  |
| 4    | 11  | Petter Solberg       | PSRX Volkswagen Sweden          | Volkswagen Polo R | 4º  | 2º  | 4º  | 5º  | 13  |
| 5    | 13  | Andreas Bakkerud     | EKS Audi Sport                  | Audi S1           | 3º  | 5º  | 6º  | 3º  | 12  |
| 6    | 5   | Mattias Ekström      | EKS Audi Sport                  | Audi S1           | 6º  | 3º  | 5º  | 7º  | 11  |
| 7    | 71  | Kevin Hansen         | Team Peugeot Total              | Peugeot 208       | 7º  | 8º  | 7º  | 6º  | 10  |
| 8    | 92  | Anton Marklund       | GC Kompetition                  | Renault Mégane RS | 10º | 7º  | 9º  | 13º | 9   |
| 9    | 6   | Jānis Baumanis       | STARD                           | Ford Fiesta       | 5º  | 11º | 17º | 8º  | 8   |
| 10   | 44  | Timo Scheider        | All-Inkl.com Münnich Motorsport | SEAT Ibiza        | 15º | 10º | 10º | 9º  | 7   |
| 11   | 7   | Timur Timerzyanov    | GRX Taneco Team                 | Hyundai i20       | 9º  | 16º | 8º  | 11º | 6   |
| 12   | 36  | Guerlain Chicherit   | GC Kompetition                  | Renault Mégane RS | 14º | 9º  | 12º | 10º | 5   |
| 13   | 68  | Niclas Grönholm      | GRX Taneco Team                 | Hyundai i20       | 8º  | 14º | 14º | 12º | 4   |
| 14   | 96  | Kevin Eriksson       | Olsbergs MSE                    | Ford Fiesta       | 11º | 12º | 11º | 14º | 3   |
| 15   | 4   | Robin Larsson        | Olsbergs MSE                    | Ford Fiesta       | 12º | 13º | 13º | 15º | 2   |
| 16   | 77  | René Münnich         | All-Inkl.com Münnich Motorsport | SEAT Ibiza        | 17º | 15º | 16º | 16º | 1   |
| 17   | 66  | Grégoire Demoustier  | Sébastien Loeb Racing           | Peugeot 208       | 13º | 17º | 15º | 17º |     |
| 18   | 42  | Oliver Bennett       | Oliver Bennett                  | BMW MINI Cooper   | 18º | 18º | 18º | 18º |     |

### Semifinales
Semifinal 1
| Pos. | No. | Piloto               | Equipo                 | Tiempo     | Pts |
| ---- | --- | -------------------- | ---------------------- | ---------- | --- |
| 1    | 1   | Johan Kristoffersson | PSRX Volkswagen Sweden | 04:11.770  | 6   |
| 2    | 21  | Timmy Hansen         | Team Peugeot Total     | +1.909     | 5   |
| 3    | 71  | Kevin Hansen         | Team Peugeot Total     | +7.062     | 4   |
| 4    | 7   | Timur Timerzyanov    | GRX Taneco Team        | +9.078     | 3   |
| 5    | 6   | Jānis Baumanis       | STARD                  | +19.417    | 2   |
| 6    | 13  | Andreas Bakkerud     | EKS Audi Sport         | +3 Vueltas | 1   |

Semifinal 2
| Pos. | No. | Piloto             | Equipo                          | Tiempo     | Pts |
| ---- | --- | ------------------ | ------------------------------- | ---------- | --- |
| 1    | 11  | Petter Solberg     | PSRX Volkswagen Sweden          | 04:09.838  | 6   |
| 2    | 9   | Sébastien Loeb     | Team Peugeot Total              | +1.939     | 5   |
| 3    | 5   | Mattias Ekström    | EKS Audi Sport                  | +3.025     | 4   |
| 4    | 92  | Anton Marklund     | GC Kompetition                  | +17.783    | 3   |
| 5    | 44  | Timo Scheider      | All-Inkl.com Münnich Motorsport | +17.814    | 2   |
| 6    | 36  | Guerlain Chicherit | GC Kompetition                  | +2 Vueltas | 1   |

### Final
| Pos. | No. | Piloto               | Equipo                 | Tiempo     | Pts |
| ---- | --- | -------------------- | ---------------------- | ---------- | --- |
| 1    | 1   | Johan Kristoffersson | PSRX Volkswagen Sweden | 04:12.787  | 8   |
| 2    | 5   | Mattias Ekström      | EKS Audi Sport         | +2.700     | 5   |
| 3    | 9   | Sébastien Loeb       | Team Peugeot Total     | +3.595     | 4   |
| 4    | 71  | Kevin Hansen         | Team Peugeot Total     | +6.230     | 3   |
| 5    | 11  | Petter Solberg       | PSRX Volkswagen Sweden | +5 Vueltas | 2   |
| 6    | 21  | Timmy Hansen         | Team Peugeot Total     | +5 Vueltas | 1   |

## RX2 International Series

### Series
| Pos. | No. | Piloto               | Equipo                    | Q1  | Q2  | Q3  | Q4  | Pts |
| ---- | --- | -------------------- | ------------------------- | --- | --- | --- | --- | --- |
| 1    | 2   | Ben-Philip Gundersen | JC Raceteknik             | 1º  | 2º  | 10º | 1º  | 16  |
| 2    | 96  | Guillaume De Ridder  | Olsbergs MSE              | 3º  | 3º  | 2º  | 11º | 15  |
| 3    | 16  | Oliver Eriksson      | Olsbergs MSE              | 11º | 1º  | 1º  | 15º | 14  |
| 4    | 55  | Vasily Gryazin       | Sport Racing Technologies | 6º  | 5º  | 7º  | 4º  | 13  |
| 5    | 77  | Henrik Krogstad      | JC Raceteknik             | 4º  | 9º  | 3º  | 10º | 12  |
| 6    | 65  | Jami Kalliomäki      | Set Promotion             | 12º | 4º  | 12º | 2º  | 11  |
| 7    | 22  | Sami-Matti Trogen    | Set Promotion             | 2º  | 6º  | DNF | 5º  | 10  |
| 8    | 69  | Sondre Evjen         | JC Raceteknik             | 8º  | 14º | 6º  | 3º  | 9   |
| 9    | 21  | Conner Martell       | Team Faren                | 7º  | 7º  | 4º  | 12º | 8   |
| 10   | 6   | William Nilsson      | JC Raceteknik             | 5º  | 11º | 8º  | 16º | 7   |
| 11   | 50  | Nathan Heathcote     | Team Faren                | 10º | 13º | 5º  | 13º | 6   |
| 12   | 53  | Cole Keatts          | Olsbergs MSE              | DNF | 8º  | 9º  | 8º  | 5   |
| 13   | 12  | Anders Michalak      | Anders Michalak           | 14º | 16º | 11º | 6º  | 4   |
| 14   | 52  | Simon Olofsson       | Simon Olofsson            | DNF | 10º | 15º | 7º  | 3   |
| 15   | 15  | Reinis Nitišs        | Sport Racing Technologies | 9º  | 12º | 14º | 14º | 2   |
| 16   | 59  | Ashley Haigh-Smith   | Set Promotion             | 13º | 15º | 13º | 9º  | 1   |

### Semifinales
Semifinal 1
| Pos. | No. | Piloto               | Equipo        | Tiempo     | Pts |
| ---- | --- | -------------------- | ------------- | ---------- | --- |
| 1    | 16  | Oliver Eriksson      | Olsbergs MSE  | 04:30.514  | 6   |
| 2    | 2   | Ben-Philip Gundersen | JC Raceteknik | +2.295     | 5   |
| 3    | 22  | Sami-Matti Trogen    | Set Promotion | +2.887     | 4   |
| 4    | 21  | Conner Martell       | Team Faren    | +5.123     | 3   |
| 5    | 50  | Nathan Heathcote     | Team Faren    | +6.391     | 2   |
| 6    | 77  | Henrik Krogstad      | JC Raceteknik | +5 Vueltas | 1   |

Semifinal 2
| Pos. | No. | Piloto              | Equipo                    | Tiempo     | Pts |
| ---- | --- | ------------------- | ------------------------- | ---------- | --- |
| 1    | 55  | Vasily Gryazin      | Sport Racing Technologies | 04:30.404  | 6   |
| 2    | 6   | William Nilsson     | JC Raceteknik             | +2.283     | 5   |
| 3    | 69  | Sondre Evjen        | JC Raceteknik             | +6.533     | 4   |
| 4    | 65  | Jami Kalliomäki     | Set Promotion             | +10.808    | 3   |
| 5    | 53  | Cole Keatts         | Olsbergs MSE              | +1 Vuelta  | 2   |
| 6    | 96  | Guillaume De Ridder | Olsbergs MSE              | +6 Vueltas | 1   |

### Final
| Pos. | No. | Piloto               | Equipo                    | Tiempo     | Pts |
| ---- | --- | -------------------- | ------------------------- | ---------- | --- |
| 1    | 2   | Ben-Philip Gundersen | JC Raceteknik             | 04:32.052  | 8   |
| 2    | 69  | Sondre Evjen         | JC Raceteknik             | +2.971     | 5   |
| 3    | 55  | Vasily Gryazin       | Sport Racing Technologies | +5.668     | 4   |
| 4    | 6   | William Nilsson      | JC Raceteknik             | +8.141     | 3   |
| 5    | 22  | Sami-Matti Trogen    | Set Promotion             | +38.930    | 2   |
| 6    | 16  | Oliver Eriksson      | Olsbergs MSE              | +5 Vueltas | 1   |

## Campeonatos tras la prueba
| Pos | Piloto               | Pts | Dif  |
| --- | -------------------- | --- | ---- |
| 1   | Johan Kristoffersson | 341 |      |
| 2   | Mattias Ekström      | 248 | +93  |
| 3   | Andreas Bakkerud     | 237 | +104 |
| 4   | Sébastien Loeb       | 229 | +112 |
| 5   | Petter Solberg       | 227 | +114 |

| Pos | Piloto               | Pts | Dif |
| --- | -------------------- | --- | --- |
| 1   | Oliver Eriksson      | 175 |     |
| 2   | Guillaume De Ridder  | 156 | +19 |
| 3   | Henrik Krogstad      | 121 | +54 |
| 4   | Ben-Philip Gundersen | 119 | +56 |
| 5   | Vasily Gryazin       | 118 | +57 |

- Nota: Solamente se incluyen las cinco posiciones principales.